# أمين نايفة
أمين إبراهيم محمد نايفة (19 مايو 1988) هو مخرج سينمائي وكاتب فلسطيني،  اشتهر بعمله في الفيلم الروائي الطويل 200 متر والفيلم القصير العبور.

## الحياة والوظيفة
ولد أمين في طولكرم بفلسطين، نال درجة البكالوريوس في التمريض من جامعة القدس، والماجستير في الدراسات السينمائية من معهد البحر الأحمر للفنون السينمائية. عرض فيلمه الطويل الأول 200 متر من بطولة علي سليمان حول عائلة فلسطينية فصلها الجدار الإسرائيلي في مهرجان البندقية السينمائي في عام 2020.

## فيلموغرافيا
| العام | الفيلم                   | مخرج | كاتب | ملاحظة      |
| ----- | ------------------------ | ---- | ---- | ----------- |
| 2020  | 200 متر                  | نعم  | نعم  | فيلم روائي  |
| 2017  | الممر                    | نعم  | نعم  | فيلم قصير   |
| 2014  | الوقت المعلق "زمان معلق" | نعم  | نعم  | جزئي        |
| 2012  | هدية العيد               | نعم  |      | وثائقي قصير |
| 2012  | الكبير                   | نعم  |      | وثائقي قصير |
| 2012  | 3:30                     |      | نعم  | فيلم قصير   |

## جوائز وترشيحات
| العام | النتيجة | الجائزة                                         | الفئة                                   | العمل   | المرجع. |
| ----- | ------- | ----------------------------------------------- | --------------------------------------- | ------- | ------- |
| 2021  | فاز     | مهرجان فجر السينمائي الدولي                     | أفضل سيناريو                            | 200 متر | [ 7 ]   |
| 2021  | فاز     | مهرجان فجر السينمائي الدولي                     | أفضل فيلم                               | 200 متر | [ 7 ]   |
| 2021  | فاز     | مهرجان أتلانتا السينمائي اليهودي [الإنجليزية]   | جائزة لجنة تحكيم حقوق الإنسان           | 200 متر | [ 8 ]   |
| 2021  | رشح     | الكاميرا                                        | الظهور الأول للمخرجين                   | 200 متر | [ 9 ]   |
| 2020  | فاز     | مهرجان ثيسالونيكي السينمائي الدولي [الإنجليزية] | أفضل فيلم روائي طويل                    | 200 متر | [ 10 ]  |
| 2020  | فاز     | مهرجان ثيسالونيكي السينمائي الدولي [الإنجليزية] | جائزة لجنة التحكيم الخاصة لأفضل مخرج    | 200 متر | [ 10 ]  |
| 2020  | فاز     | مهرجان السينما الدولي في الهند                  | جائزة غاندي                             | 200 متر | [ 11 ]  |
| 2020  | فاز     | جوائز الديك الذهبي                              | أفضل فيلم دولي                          | 200 متر | [ 12 ]  |
| 2020  | فاز     | أيام البندقية                                   | جائزة BNL People Choice Award           | 200 متر | [ 13 ]  |
| 2020  | فاز     | مهرجان الجونة السينمائي                         | جائزة الاتحاد الدولي للنقاد السينمائيين | 200 متر | [ 14 ]  |
| 2020  | فاز     | مهرجان الجونة السينمائي                         | جائزة السينما من أجل الإنسانية          | 200 متر | [ 14 ]  |
| 2018  | رشح     | مهرجان قرطاج السينمائي                          | أفضل فيلم روائي قصير                    | الممر   | [ 15 ]  |
| 2017  | رشح     | مهرجان دبي السينمائي الدولي                     | أفضل فيلم - قصير                        | الممر   |         |

## روابط خارجية
أمين نايفة على موقع IMDb (الإنجليزية)
- أمين نايفة على موقع قاعدة بيانات الفيلم (الإنجليزية)